# Marduk (Io)
Koordinaten: 29° 17′ S, 150° 16′ O

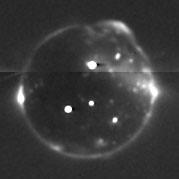
Im Schatten Jupiters sah New Horizons auch eine Aktivität Marduks (heller Leuchtpunkt rechts unten).

Der Marduk ist ein Vulkan auf dem Jupitermond Io. Benannt wurde er 1979 nach der sumerischen Gottheit Marduk. In jenem Jahr wurden von der Raumsonde Voyager 1 erstmals aktive Vulkane auf Io nachgewiesen. Marduk wurde dabei als Quelle einer Eruptionssäule ausgemacht.

## Merkmale
Der Vulkan gilt als sehr aktiv. Die umgebende Region gilt als Hotspot. Er ist oft staubverhangen. Die ausgestoßene Lava lässt dabei Rückschlüsse auf die innere Struktur des Mondes und die auf ihn einwirkenden Kräfte zu, die für die seismischen Aktivitäten verantwortlich sind. Bei dem Vorbeiflug der Sonde Galileo im Jahr 1996 war erkennbar, dass Marduk ein Spaltenvulkan von etwa 250 km Länge ist. Von einer calderaähnlichen Senke fließen Lavaströme nach Norden in etwa 200 km ausgedehnte Lavafelder namens Marduk Fluctus. Die Umgebung des Vulkans ist, vermutlich durch Ablagerungen von Schwefel, rötlich verfärbt. Bei den Ausbrüchen wird sehr viel Material ausgeworfen, das im All schnell abkühlt. Vermutlich sind diese Partikel für die rote Färbung des benachbarten Mondes Amalthea verantwortlich.